# Grevensvængefundet
Grevensvængefundet er et fund af bronzefigurer fra yngre bronzealder, fundet i 1700-tallet ved gården Grevensvænge nær Næstved. Ifølge en tegning fra 1779 består fundet af:
- to figurer af knælende mænd med hornet hjelm, bælte og halsring som holder en økse i henholdsvis højre og venstre hånd,
- en figur af en stående kvinde med langt skørt, bælte og halsring,
- tre figurer af akrobatisk bagoverbøjede kvinder med snoreskørt og halsring.

Den ene mandsfigur, hvor armen som holdt øksen dog er brækket af, samt en af figurerne af bagoverbøjede kvinder findes i dag på Nationalmuseet. Den anden mandsfigur vides at være gået tabt ved en brand under Københavns bombardement i 1807. De øvrige figurers skæbne er ukendt. Det menes at de blev solgt på en auktion i 1800.